# Andrew Kwemoi
Andrew Kwemoi (2000) é um maratonista e fundista ugandense.
Venceu a Corrida Internacional de São Silvestre em 2022.